# 2024年ハンガリーグランプリ
2024年ハンガリーグランプリ（英: 2024 Hungarian Grand Prix、正式名称: Formula 1 Hungarian Grand Prix 2024）は、2024年のF1世界選手権第13戦として、2024年7月21日にハンガロリンクで開催された。

## 背景
タイヤ
ピレリが持ち込んだドライ用タイヤのコンパウンドはハード（白）：C3、ミディアム（黄）：C4、ソフト（赤）：C5のソフト寄りの組み合わせ。
| ドライ用   | ドライ用       | ドライ用   | ウェット用           | ウェット用   |
| C3         | C4             | C5         | インターミディエイト | フルウェット |
| ---------- | -------------- | ---------- | -------------------- | ------------ |
| （ハード） | （ミディアム） | （ソフト） | （小雨用）           | （大雨用）   |
DRS：2箇所
※（　）内は検知ポイント
- DRS1：ターン14より40m先から（ターン14より5m手前）
- DRS2：ターン1より6m先から（同）

その他
7月19日に発生し、世界的なシステム障害を引き起こしたクラウドストライク事件が本レースにも波及し、クラウドストライク社のスポンサードを受けていたメルセデスAMG F1のPCの多くが一時使用不能となった。このためメルセデスのレース出走が一時危ぶまれたが、手動で修復作業を行うことで、FP1の開始までにシステムを復旧させ出走にこぎつけた。

## エントリー
レギュラードライバー
前戦イギリスGPから変更なし。
フリープラクティスドライバー
- ハース：フェラーリ・ドライバー・アカデミー（FDA）に所属し、フェラーリからパワーユニットを供給されているハースでリザーブドライバーを務め、FIA F2選手権に参戦しているオリバー・ベアマンが、ニコ・ヒュルケンベルグに代わってFP1に参加する。ベアマンは前戦イギリスGPに続き今季4回目のFP1走行となる。

## フリー走行
FP1
2024年7月19日 13:30 CEST(UTC+2) （特記のない出典: ）
- 気温：30 °C (86 °F) 路面温度：58 °C (136 °F) 天候：晴 路面状況：ドライ

FP2
2024年7月19日 17:00 CEST(UTC+2) （特記のない出典: ）
- 気温：31 °C (88 °F) 路面温度：49 °C (120 °F) 天候：晴 路面状況：ドライ

FP3
2024年7月20日 12:30 CEST(UTC+2) （特記のない出典: ）
- 気温：27 °C (81 °F) 路面温度：40 °C (104 °F) 天候：曇 路面状況：ドライ

### 各セッションの順位
| 順位  | ドライバー         | コンストラクター | タイム   |
| ----- | ------------------ | ---------------- | -------- |
| 1     | C.サインツ         | フェラーリ       | 1:18.713 |
| 2     | M.フェルスタッペン | レッドブル       | 1:18.989 |
| 3     | C.ルクレール       | フェラーリ       | 1:19.011 |
| 4     | G.ラッセル         | メルセデス       | 1:19.137 |
| 5     | 周冠宇             | キック・ザウバー | 1:19.180 |
| 出典: |                    |                  |          |

| 順位  | ドライバー         | コンストラクター | タイム   |
| ----- | ------------------ | ---------------- | -------- |
| 1     | L.ノリス           | マクラーレン     | 1:17.788 |
| 2     | M.フェルスタッペン | レッドブル       | 1:18.031 |
| 3     | C.サインツ         | フェラーリ       | 1:18.185 |
| 4     | S.ペレス           | レッドブル       | 1:18.255 |
| 5     | G.ラッセル         | メルセデス       | 1:18.294 |
| 出典: |                    |                  |          |

| FP3 \| 順位 \| ドライバー \| コンストラクター \| タイム \| \| ---------- \| ------------------ \| ---------------- \| -------- \| \| 1 \| L.ノリス \| マクラーレン \| 1:16.098 \| \| 2 \| O.ピアストリ \| マクラーレン \| 1:16.142 \| \| 3 \| M.フェルスタッペン \| レッドブル \| 1:16.379 \| \| 4 \| G.ラッセル \| メルセデス \| 1:16.564 \| \| 5 \| C.サインツ \| フェラーリ \| 1:16.639 \| \| 出典: [15] \| \| \| \| | - 注: いずれもトップ5まで掲載。 |                  |          |
| 順位 | ドライバー                      | コンストラクター | タイム   |
| 1 | L.ノリス                        | マクラーレン     | 1:16.098 |
| 2 | O.ピアストリ                    | マクラーレン     | 1:16.142 |
| 3 | M.フェルスタッペン              | レッドブル       | 1:16.379 |
| 4 | G.ラッセル                      | メルセデス       | 1:16.564 |
| 5 | C.サインツ                      | フェラーリ       | 1:16.639 |
| 出典: |                                 |                  |          |

## 予選
2024年7月20日 16:00 CEST(UTC+2) （特記のない出典: ）
- 気温：24 °C (75 °F) 路面温度：29 °C (84 °F) 天候：曇時々小雨 路面状況：ドライ[17]

予選前に行われたFIA F2選手権のスプリントレースで強い雨が降ったものの予選開始時に雨は小止みになり、ドライタイヤでも走行可能になるまでに路面は乾いてきたものの、小雨が降ったり止んだりの難しいコンディションで行われた。そんな中、ランド・ノリスが今季2回目のポールポジションを獲得、チームメイトのオスカー・ピアストリも2番手に続き、マクラーレンが2012年ブラジルグランプリ（ルイス・ハミルトンとジェンソン・バトン）以来12年ぶりとなるフロントロー独占となった。ドライバーズランキング首位のマックス・フェルスタッペンはマクラーレン勢に続く3番手を得た。
Q1ではセルジオ・ペレスがクラッシュを喫し、ジョージ・ラッセルは搭載燃料が足りなかったためアタックを打ち切らざるを得ず、ともにQ1で敗退する波乱があった。角田裕毅はQ3進出を果たしたが、Q3のアタック中にターン5でコースアウトしてクラッシュしてしまい10番手に終わった。角田のクラッシュを受け、FIAはクラッシュの原因となったターン5の芝生帯について、一部をグラベルに置き換える措置を施した。

### 予選結果
| 順位                | No. | ドライバー                 | コンストラクター                        | Q1       | Q2       | Q3       | Grid |
| ------------------- | --- | -------------------------- | --------------------------------------- | -------- | -------- | -------- | ---- |
| 1                   | 4   | ランド・ノリス             | マクラーレン-メルセデス                 | 1:17.755 | 1:15.540 | 1:15.227 | 1    |
| 2                   | 81  | オスカー・ピアストリ       | マクラーレン-メルセデス                 | 1:17.504 | 1:15.785 | 1:15.249 | 2    |
| 3                   | 1   | マックス・フェルスタッペン | レッドブル-ホンダ・RBPT                 | 1:17.087 | 1:15.770 | 1:15.273 | 3    |
| 4                   | 55  | カルロス・サインツ         | フェラーリ                              | 1:17.244 | 1:15.885 | 1:15.696 | 4    |
| 5                   | 44  | ルイス・ハミルトン         | メルセデス                              | 1:17.087 | 1:16.307 | 1:15.854 | 5    |
| 6                   | 16  | シャルル・ルクレール       | フェラーリ                              | 1:17.437 | 1:15.891 | 1:15.905 | 6    |
| 7                   | 14  | フェルナンド・アロンソ     | アストンマーティン・アラムコ-メルセデス | 1:17.624 | 1:16.117 | 1:16.043 | 7    |
| 8                   | 18  | ランス・ストロール         | アストンマーティン・アラムコ-メルセデス | 1:17.405 | 1:16.075 | 1:16.244 | 8    |
| 9                   | 3   | ダニエル・リカルド         | RB-ホンダ・RBPT                         | 1:17.050 | 1:16.202 | 1:16.447 | 9    |
| 10                  | 22  | 角田裕毅                   | RB-ホンダ・RBPT                         | 1:17.436 | 1:16.121 | 1:16.477 | 10   |
| 11                  | 27  | ニコ・ヒュルケンベルグ     | ハース-フェラーリ                       | 1:17.362 | 1:16.317 | n/a      | 11   |
| 12                  | 77  | バルテリ・ボッタス         | キック・ザウバー-フェラーリ             | 1:17.487 | 1:16.384 | n/a      | 12   |
| 13                  | 23  | アレクサンダー・アルボン   | ウィリアムズ-メルセデス                 | 1:17.280 | 1:16.429 | n/a      | 13   |
| 14                  | 2   | ローガン・サージェント     | ウィリアムズ-メルセデス                 | 1:17.770 | 1:16.543 | n/a      | 14   |
| 15                  | 20  | ケビン・マグヌッセン       | ハース-フェラーリ                       | 1:17.851 | 1:16.548 | n/a      | 15   |
| 16                  | 11  | セルジオ・ペレス           | レッドブル-ホンダ・RBPT                 | 1:17.886 | n/a      | n/a      | 16   |
| 17                  | 63  | ジョージ・ラッセル         | メルセデス                              | 1:17.968 | n/a      | n/a      | 17   |
| 18                  | 24  | 周冠宇                     | キック・ザウバー-フェラーリ             | 1:18.037 | n/a      | n/a      | 18   |
| 19                  | 31  | エステバン・オコン         | アルピーヌ-ルノー                       | 1:18.049 | n/a      | n/a      | 19   |
| 20                  | 10  | ピエール・ガスリー         | アルピーヌ-ルノー                       | 1:18.166 | n/a      | n/a      | PL 1 |
| 107% time: 1:22.443 |     |                            |                                         |          |          |          |      |
| 出典:               |     |                            |                                         |          |          |          |      |

追記
- ^1 - ガスリーはパルクフェルメ下でパワーユニットのコンポーネント（3基目のエナジーストア（ES）、4基目のコントロールエレクトロニクス（CE））を交換したためピットレーンスタート[25][注 2]

## 決勝
2024年7月21日 15:00 CEST(UTC+2) （特記のない出典: ）
- 気温：28 °C (82 °F) 路面温度：47 °C (117 °F) 天候：晴 路面状況：ドライ

### レース結果
| 順位  | No. | ドライバー                 | コンストラクター                        | 周回数 | タイム/リタイア原因 | Grid | Pts. |
| ----- | --- | -------------------------- | --------------------------------------- | ------ | ------------------- | ---- | ---- |
| 1     | 81  | オスカー・ピアストリ       | マクラーレン-メルセデス                 | 70     | 1:38:01.989         | 2    | 25   |
| 2     | 4   | ランド・ノリス             | マクラーレン-メルセデス                 | 70     | +2.141              | 1    | 18   |
| 3     | 44  | ルイス・ハミルトン         | メルセデス                              | 70     | +14.880             | 5    | 15   |
| 4     | 16  | シャルル・ルクレール       | フェラーリ                              | 70     | +19.686             | 6    | 12   |
| 5     | 1   | マックス・フェルスタッペン | レッドブル-ホンダ・RBPT                 | 70     | +21.349             | 3    | 10   |
| 6     | 55  | カルロス・サインツ         | フェラーリ                              | 70     | +23.073             | 4    | 8    |
| 7     | 11  | セルジオ・ペレス           | レッドブル-ホンダ・RBPT                 | 70     | +39.792             | 16   | 6    |
| 8     | 63  | ジョージ・ラッセル         | メルセデス                              | 70     | +42.368             | 17   | 5 FL |
| 9     | 22  | 角田裕毅                   | RB-ホンダ・RBPT                         | 70     | +1:17.259           | 10   | 2    |
| 10    | 18  | ランス・ストロール         | アストンマーティン・アラムコ-メルセデス | 70     | +1:17.976           | 8    | 1    |
| 11    | 14  | フェルナンド・アロンソ     | アストンマーティン・アラムコ-メルセデス | 70     | +1:22.460           | 7    |      |
| 12    | 3   | ダニエル・リカルド         | RB-ホンダ・RBPT                         | 69     | +1 Lap              | 9    |      |
| 13    | 27  | ニコ・ヒュルケンベルグ     | ハース-フェラーリ                       | 69     | +1 Lap              | 11   |      |
| 14    | 23  | アレクサンダー・アルボン   | ウィリアムズ-メルセデス                 | 69     | +1 Lap              | 13   |      |
| 15    | 20  | ケビン・マグヌッセン       | ハース-フェラーリ                       | 69     | +1 Lap              | 15   |      |
| 16    | 77  | バルテリ・ボッタス         | キック・ザウバー-フェラーリ             | 69     | +1 Lap              | 12   |      |
| 17    | 2   | ローガン・サージェント     | ウィリアムズ-メルセデス                 | 69     | +1 Lap              | 14   |      |
| 18    | 31  | エステバン・オコン         | アルピーヌ-ルノー                       | 69     | +1 Lap              | 19   |      |
| 19    | 24  | 周冠宇                     | キック・ザウバー-フェラーリ             | 69     | +1 Lap              | 18   |      |
| Ret   | 10  | ピエール・ガスリー         | アルピーヌ-ルノー                       | 33     | ハイドロリック      | PL   |      |
| 出典: |     |                            |                                         |        |                     |      |      |

追記
- ^FL - ファステストラップの1点を含む

勝者オスカー・ピアストリの平均速度
- 187.669 km/h (116.612 mph)

ファステストラップ
- ジョージ・ラッセル - 1:20.305（55周目）

ラップリーダー
太字は最多ラップリーダー
- オスカー・ピアストリ - 45周 (1-18, 24-47, 68-70)
- マックス・フェルスタッペン - 5周 (19-21, 48-49)
- シャルル・ルクレール - 2周 (22-23)
- ランド・ノリス - 18周 (50-67)

## 達成された主な記録
（特記のない出典: ）
ドライバー
- 初勝利: オスカー・ピアストリ - 35戦目[32]、115人目のF1ウィナー[26]。
- 200回目の表彰台: ルイス・ハミルトン[33]

コンストラクター
- マクラーレンは2021年イタリアグランプリ以来3年ぶり49回目の1-2フィニッシュを達成した[34]。

## 第13戦終了時点のランキング
|       | 順位 | ドライバー                 | ポイント |
| ----- | ---- | -------------------------- | -------- |
|       | 1    | マックス・フェルスタッペン | 265      |
|       | 2    | ランド・ノリス             | 189      |
|       | 3    | シャルル・ルクレール       | 162      |
|       | 4    | カルロス・サインツ         | 154      |
|       | 5    | オスカー・ピアストリ       | 149      |
| 出典: |      |                            |          |

|       | 順位 | コンストラクター                        | ポイント |
| ----- | ---- | --------------------------------------- | -------- |
|       | 1    | レッドブル-ホンダ・RBPT                 | 389      |
| 1     | 2    | マクラーレン-メルセデス                 | 338      |
| 1     | 3    | フェラーリ                              | 322      |
|       | 4    | メルセデス                              | 241      |
|       | 5    | アストンマーティン・アラムコ-メルセデス | 69       |
| 出典: |      |                                         |          |

- 注：いずれもトップ5まで掲載。